# Canvas (leerplatform)
Canvas is een open source en cloud based elektronische leeromgeving voor scholen en universiteiten. Het werd in 2011 gelanceerd door Instructure, een Amerikaans bedrijf dat in 2008 werd opgericht. Canvas wint sindsdien in hoog tempo marktaandeel en dit grotendeels ten koste van Blackboard. Canvas wordt gebruikt door verschillende duizenden universiteiten, waaronder alle Ivy League-universiteiten, de Universiteit van Oxford, de Vrije Universiteit Amsterdam, de Universiteit van Amsterdam en de Vrije Universiteit Brussel. Sinds juli 2018 is Canvas het meest gebruikte Learning Management System (LMS) in de VS.